# Dillon Sheppard
Dillon Douglas Sheppard (ur. 27 lutego 1979 w Durbanie) – południowoafrykański piłkarz występujący na pozycji pomocnika lub skrzydłowego w drużynie Platinum Stars.

## Kariera klubowa
Dillon Sheppard jest wychowankiem klubu Seven Stars. W drużynie seniorów zadebiutował w 1997 roku. Dwa lata później drużyna ta połączyła się z zespołem Kapsztad Spurs, tworząc Ajax Kapsztad. Największym sukcesem Shepparda, wywalczonym z tym klubem było 2. miejsce na koniec sezonu 2003/2004 w Premier Soccer League. W styczniu 2004 roku zawodnik ten trafił do rosyjskiego zespołu Dinamo Moskwa, gdzie grał tylko przez jeden sezon (w Rosji rozgrywany systemem wiosna-jesień). Jego następnym przystankiem był grecki Panionios GSS. W zimie 2006 roku przeszedł do Mamelodi Sundowns, gdzie już w pierwszym oraz w kolejnym sezonie wywalczył mistrzostwo kraju. Po trzech latach pobytu w klubie odszedł do drużyny Platinum Stars.

## Kariera reprezentacyjna
Dillon Sheppard w reprezentacji RPA zadebiutował w 2000 roku. Ostatni mecz rozegrał w 2007 roku i do tamtej pory ani razu nie trafił do siatki w barwach drużyny narodowej. Był także powołany na Puchar Narodów Afryki 2002, gdzie jego zespół odpadł w ćwierćfinale. Sheppard rozegrał wtedy jeden mecz na tym turnieju, wygrany przez RPA 3:1 z Marokiem.

## Sukcesy klubowe

### Mamelodi Sundowns
- Zwycięstwo:
  - Premier Soccer League: 2005/2006, 2006/2007

### Ajax Kapsztad
- Drugie miejsce:
  - Premier Soccer League: 2003/2004